# Alexandre Soljenitsyne
Œuvres principales
- La Maison de Matriona (1959)
- Une journée d'Ivan Denissovitch (1962)
- Le Pavillon des cancéreux (1967)
- Le Premier Cercle (1968)
- Août 14 (1971)
- L'Archipel du Goulag (1973)
- La Roue rouge (1972-1985)
- Deux siècles ensemble (en) (2004)

Alexandre Issaïevitch Soljenitsyne ou Soljénitsyne (en russe : Александр Исаевич Солженицын, ISO 9 : Aleksandr Isaevič Solženicyn), né le 28 novembre 1918 (11 décembre dans le calendrier grégorien) à Kislovodsk (RSFS de Russie) et mort le 3 août 2008 à Moscou, est un écrivain russe et un des plus célèbres dissidents du régime soviétique durant les années 1970 et 1980.
Né dans le nord du Caucase, il fait de brillantes études de mathématiques et de littérature. Il adhère alors à l'idéologie du régime communiste. Mobilisé en 1941 lorsque commence la guerre contre l'Allemagne, il suit à sa demande une formation d'officier d'artillerie à partir de 1942. Au front, il fait preuve d'une conduite exemplaire qui lui vaut d'être décoré. Il est cependant arrêté en 1945 pour avoir critiqué Staline dans une correspondance personnelle et est condamné pour « activité contre-révolutionnaire » à huit ans de détention dans un camp de travail pénitentiaire. Libéré en 1953, il est placé en relégation dans un village du Kazakhstan et ne pourra rentrer en Russie qu'en 1959, réhabilité par la Cour suprême.
À la faveur de la déstalinisation et de l'adoucissement du régime sous Nikita Khrouchtchev, il publie un premier roman en 1962, Une journée d'Ivan Denissovitch, première œuvre littéraire témoignant de l'existence de camps en URSS, qui fait l'effet d'une bombe. Alors que le régime se durcit sous la direction de Brejnev et que la police saisit certains de ses manuscrits, il parvient à publier quelques ouvrages en samizdat (Le Pavillon des cancéreux) ou à l'étranger (Le Premier Cercle). Ils lui valent une renommée mondiale, jusqu'à obtenir le prix Nobel de littérature en 1970.
En 1973, il donne l'ordre de publier à Paris L'Archipel du Goulag. Cette chronique minutieuse du système de répression politique en Union soviétique, nourrie de nombreux témoignages de rescapés des camps, connaît un retentissement mondial. Elle est considérée comme l'un des ouvrages majeurs du XXe siècle sur le système concentrationnaire. En 1989, le travail de l'historien Viktor Zemskov sur les archives de l'administration du Goulag soviétique révélera que le nombre de détenus popularisé par Soljenitsyne dans son ouvrage était quatre à cinq fois supérieur à la réalité. Quand les fonds du Goulag furent déclassifiés, il apparut que les chiffres de Viktor Zemskov étaient exacts, et ont été reconnus par la communauté scientifique historienne vers 1992-1993.
Arrêté en 1974, il est expulsé d'Union soviétique et déchu de sa citoyenneté. D'abord réfugié en Europe de l'Ouest, il s'installe ensuite aux États-Unis, dans le Vermont, où il passe vingt années d'exil, au cours desquelles il écrit sa monumentale Roue rouge. Réhabilité par Mikhaïl Gorbatchev, il rentre en 1994 à Moscou, où il termine sa vie.
Figure de proue de la dissidence soviétique, il s'en démarque cependant par une vive critique du matérialisme occidental, exprimée notamment dans son Discours de Harvard sur le déclin du courage (1978).

## Biographie

### Origines et formation
Alexandre Issaïevitch Soljenitsyne naît le 28 novembre 1918 (11 décembre dans le calendrier grégorien) à Kislovodsk (kraï de Stavropol), sur le versant nord du Caucase. Les parents d'Alexandre se sont connus à Moscou lors d'une permission de son père en avril 1917 et se sont mariés le 23 août 1917 dans sa brigade.
Son père, Issaaki Sémionovitch Soljenitsyne, étudiant en philologie et en histoire à l'université de Moscou, engagé volontaire dans l'armée russe dès l'été 1914, sert en Prusse-Orientale et est devenu officier. De retour du front au printemps 1918, il se blesse grièvement lors d'un accident de chasse et meurt d'une septicémie le 15 juin 1918 à l'hôpital de Gueorguievsk (kraï de Stravropol).
La mère d'Alexandre, Taïssia Zakharovna Chtcherbak, d'origine ukrainienne, fille d'un paysan aisé de la région de la Kouma, étudiante en agronomie à Moscou, accouche dans sa région d'origine d'Issaaki.
Jusqu'à l'âge de six ans, Alexandre est confié à la famille de sa mère, qui travaille comme sténodactylographe à Rostov-sur-le-Don. Il reçoit des rudiments d'instruction religieuse.
Venu ensuite à Rostov, il partage avec sa mère un logement de neuf mètres carrés situé à proximité de l'immeuble de la Guépéou. Il est admis au sein des Pionniers, mais l'origine sociale de sa famille maternelle lui vaut une exclusion temporaire de l'organisation.
Attiré très jeune par la littérature, ayant fait ses premiers essais littéraires au collège, Alexandre Soljenitsyne choisit néanmoins de faire des études universitaires de mathématiques et de physique, à la fois parce qu'il n'y a pas de chaire de littérature à l'université de Rostov et pour des raisons alimentaires. Il suit cependant des cours de philosophie et de littérature par correspondance, s'inscrit à un cours d'anglais et suit également des cours de latin. Comme il le reconnait volontiers, il adhère à l'époque à l’idéologie communiste dans laquelle il a grandi,.
Le 27 avril 1940, il épouse Natalia Alexeïevna Rechetovskaïa, étudiante en chimie et pianiste, dont il a fait la connaissance en septembre 1936. Il passe avec succès ses examens finaux de mathématiques le 16 juin 1941 et se trouve à Moscou pour ses examens de littérature le 22 juin 1941, lorsque le Troisième Reich déclenche son offensive contre la Russie soviétique (opération Barbarossa).

### Seconde Guerre mondiale
Lors de l'invasion allemande de 1941, il manque d'abord de se faire réformer, mais est finalement mobilisé à l'automne 1941 comme soldat de l'Armée rouge dans une unité hippomobile opérant à l'arrière du front.
Le 14 avril 1942, il obtient — à sa demande — une place à l'école d'artillerie. En décembre 1942, il en sort lieutenant et est nommé commandant d'une batterie de repérage par le son.
Blessé à deux reprises, sa conduite exemplaire au feu lui vaut d'être décoré de l'ordre de la Guerre patriotique de 2e classe après la bataille d'Orel (1943) et de l'Étoile rouge pour sa participation à la prise de Rogatchov (1944).
Il est aussi promu au grade de capitaine.

### Emprisonnement au Goulag et relégation (1945-1959)
Le 9 février 1945, Soljenitsyne est arrêté par le SMERSH pour avoir critiqué dans sa correspondance privée la politique et les compétences militaires de Staline.
Dans une lettre, Soljenitsyne reprochait au « génialissime maréchal, meilleur ami de tous les soldats[réf. souhaitée] » (selon les qualificatifs officiels) d'avoir décapité l'Armée rouge lors des « purges de 1937-1938 », fait alliance avec Hitler, refusé d'écouter ceux qui le mettaient en garde contre le risque d'une attaque allemande, enfin d'avoir mené la guerre sans aucun égard pour ses hommes et pour les souffrances de la Russie.
Le destinataire de la lettre est également arrêté, Soljenitsyne et lui étant considérés comme formant une « organisation contre-révolutionnaire » et tombant de ce fait sous le coup de l'article 52 du code pénal : « Nous étions deux qui échangions nos pensées en secret : c'est-à-dire un embryon d'organisation, c'est-à-dire une organisation ! ». Le 7 juillet 1945, accusé d'avoir violé l'article 58 du code pénal, Soljenitsyne est condamné par le conseil spécial du NKVD, par contumace, à huit ans de détention dans les camps de travail pénitentiaire pour « activité contre-révolutionnaire ».
Au début de 1952, Natalia Rechetovskaïa, renvoyée en 1948 de l'université d'État de Moscou en tant qu'épouse d'un « ennemi du peuple », est obligée de divorcer afin de retrouver un emploi.
À sa sortie du camp en février 1953, à peine un mois avant la mort de Staline, Soljenitsyne est envoyé en « relégation perpétuelle » dans l'aoul de Kok-Terek (district de Djamboul) au Kazakhstan, où il va être instituteur à l'école du bourg.
En 1954, après une radiothérapie, il guérit de ganglions péritonéaux, suites d'un cancer du testicule (non diagnostiqué) traité par orchidectomie lorsqu'il était au goulag en 1952.
Il se remarie avec Natalia le 2 février 1957. Le 6 février 1959, il est réhabilité par la Cour suprême de l'URSS et revient en Russie, s'installant chez sa femme et sa belle-mère à Riazan, à 200 km de Moscou, et devenant professeur de sciences physiques.
En 1972, il divorce de nouveau. Il épouse l'année suivante Natalia Dmitrievna Svetlova, une mathématicienne de 32 ans. En plus de Dimitri, fils de son premier mariage, il a trois enfants de sa seconde épouse, Yermolai (né en 1970), Ignat (né en 1972) et Stepan (né en 1973).

### Auteur en URSS (1962-1974)

#### La période khrouchtchévienne (1962-1964)
La publication d'Une journée d'Ivan Denissovitch en 1962 dans la revue soviétique Novy Mir, dirigée par Alexandre Tvardovski, grâce à l'autorisation de Nikita Khrouchtchev, donne immédiatement à Alexandre Soljenitsyne une renommée dans son pays et même dans le monde.
Ce récit d'une journée décrit les conditions de vie dans un camp de travail forcé du Goulag au début des années 1950, vues par les yeux d'un simple zek, Ivan Denissovitch Choukhov, maçon issu de la paysannerie.
Soljenitsyne est reçu au Kremlin par Khrouchtchev.
Peu après, il va pouvoir publier d'autres œuvres assez courtes : La Maison de Matriona, Un incident à la gare de Kretchetovkva et Pour les besoins de la cause.

#### La période brejnévienne (1964-1973) et le prix Nobel (1970)
À partir de la chute de Khrouchtchev (15 octobre 1964) et de l'avènement de Brejnev, la situation de Soljenitsyne devient moins favorable et il cesse de pouvoir publier en Union soviétique. Sa vie devient une conspiration permanente pour écrire en dépit de la surveillance assidue du KGB. Une partie de ses archives est saisie chez un de ses amis en septembre 1965.
En 1967, dans une lettre au Congrès des écrivains soviétiques, il demande « la suppression de toute censure – ouverte ou cachée – sur la production artistique ». Le 4 novembre 1969, il est exclu de l'Union des écrivains de l'URSS.
Ses romans Le Pavillon des cancéreux et Le Premier Cercle, ainsi que le premier tome de son épopée historique La Roue rouge, paraissent cependant en Occident et lui valent le prix Nobel de littérature en 1970 ; mais il refuse de venir le recevoir à Stockholm, de peur d'être déchu de sa nationalité soviétique et de ne pouvoir rentrer en URSS, et le gouvernement suédois le lui transmet par son ambassade à Moscou.
En 1969, alors qu'il est persécuté par les autorités et ne sait plus où vivre, il est hébergé par Mstislav Rostropovitch. Il manque d'être assassiné en août 1971, par un « parapluie bulgare ». Une de ses plus proches collaboratrices échappe de justesse à une tentative d'étranglement et à un accident de voiture.

#### L'Archipel du Goulag(1973)
En décembre 1973, la version russe de L'Archipel du Goulag paraît aux éditions YMCA Press à Paris, car le manuscrit a pu être clandestinement sorti d'URSS par Anastasia Douroff (1908-1999), fonctionnaire de l'ambassade de France à Moscou et membre de la communauté apostolique Saint-François-Xavier de Madeleine Daniélou. Le manuscrit est remis à l'imprimerie Béresniak, rue du Faubourg-du-Temple à Paris[réf. souhaitée], qui appartient à la famille maternelle de René Goscinny, une des rares imprimeries françaises à disposer de caractères typographiques cyrilliques. Il y décrit le système concentrationnaire soviétique du Goulag, qu'il a vécu de l'intérieur, et la nature totalitaire du régime.
Cet ouvrage a été écrit entre 1958 et 1967 sur de minuscules feuilles de papier enterrées une à une dans des jardins amis, une copie étant envoyée en Occident grâce à des amis qui risquent gros, pour échapper à la censure. La publication est décidée après qu'une des assistantes de l'écrivain, Élisabeth Voronianskaïa, a été retrouvée pendue (23 août 1973) : après cinq jours d'interrogatoire, elle a révélé au KGB la cachette où se trouvait un exemplaire de l’œuvre.
Comme d'autres avant lui, cet ouvrage est un témoignage, mais contrairement à ceux qui l'ont précédé, il est extrêmement précis, sourcé, citant de nombreuses lois et décrets soviétiques utilisés dans la mise en œuvre de la politique de répression, de sorte qu'il est beaucoup plus difficile aux « négationnistes du Goulag » de nier la véracité des faits décrits.
En France, la publication est accompagnée par une campagne de calomnies organisée par le Parti communiste français et L'Humanité, suivis par des journaux comme Témoignage chrétien, selon lesquels par exemple le dissident aurait des « sympathies pro-nazies ». Malgré cela, le livre connaît une grande diffusion et rend Soljenitsyne immensément célèbre. En France, l'édition est assurée au Seuil par Claude Durand.
Soljenitsyne est arrêté le 12 février 1974 et incarcéré à la prison de Lefortovo, où il prend connaissance de l'acte d'accusation de haute trahison (punissable de la peine de mort).
Le lendemain, lecture lui est faite du décret le privant de la citoyenneté soviétique et ordonnant son expulsion. Douze heures après son arrestation, il est placé dans un avion spécial à destination de Francfort-sur-le-Main.

### Auteur en exil

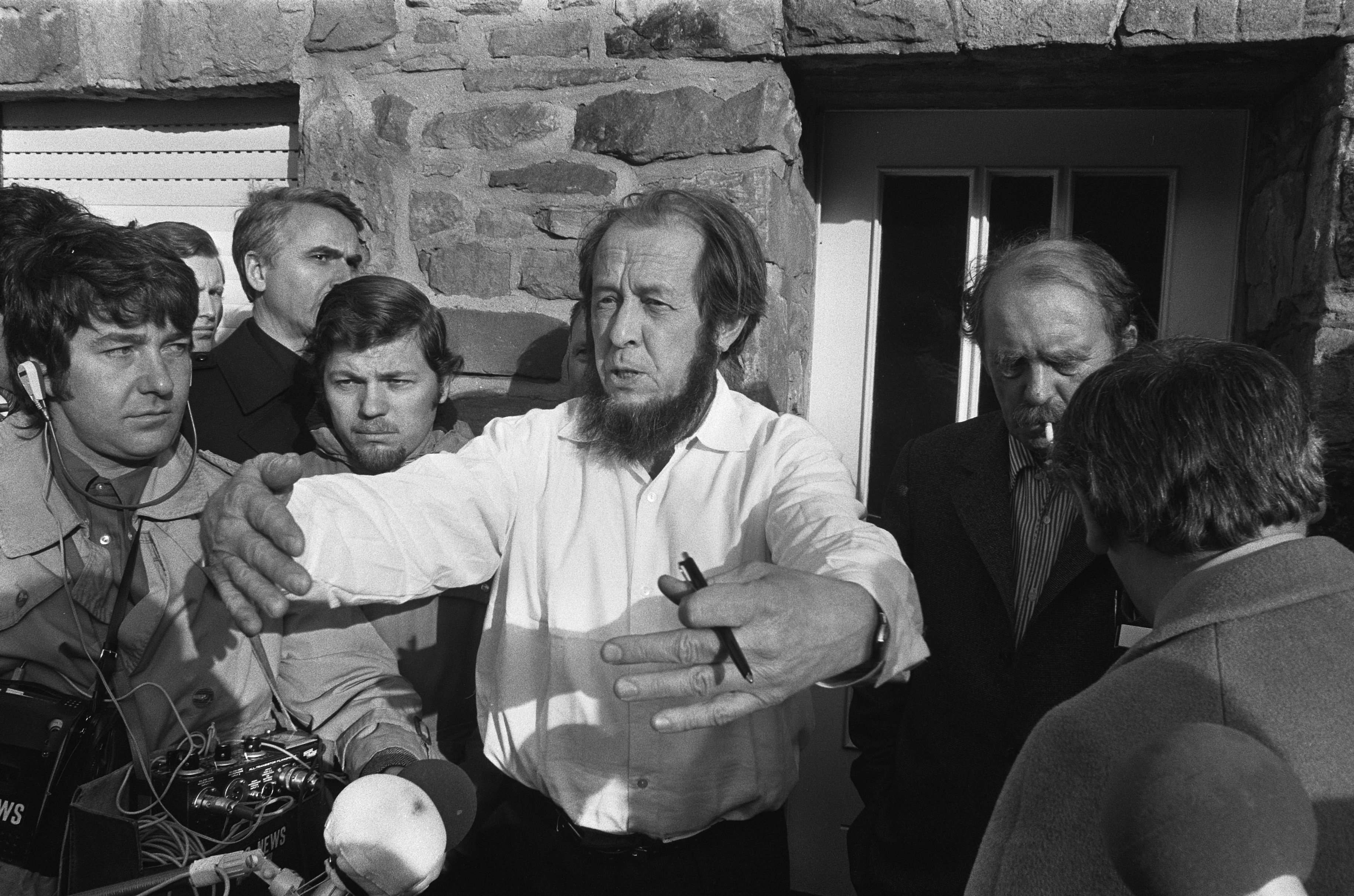
Soljenitsyne en compagnie d’Heinrich Böll, à Langenbroich (Allemagne de l'Ouest), en 1974.

Grâce à l'aide de l'écrivain allemand Heinrich Böll, il s'installe d'abord à Zurich en Suisse où sa famille (sa femme, ses quatre enfants et sa belle-mère) est autorisée à le rejoindre un mois plus tard, puis émigre aux États-Unis. Soljénitsyne devient une « figure de proue » des dissidents soviétiques, mais déjà apparaît, à travers ses interviews, un clivage avec certains de ses interlocuteurs qui le soupçonnent d'être réactionnaire ; il se montre en effet méfiant à l'égard du « matérialisme occidental » et attaché à l'identité russe traditionnelle, où la spiritualité orthodoxe[Laquelle ?] joue un grand rôle.
Après une période agitée faite d'interviews et de discours (comme le discours de Harvard prononcé en 1978) aux États-Unis, Soljenitsyne fut souvent invité à des conférences. Le 15 juillet 1975, il fut invité à donner une conférence sur la situation mondiale au Sénat américain. L'Occident découvre alors un chrétien orthodoxe et slavophile très critique sur la société occidentale de consommation, et que les médias français classent dès lors parmi les conservateurs. Comme Victor Serge ou Victor Kravchenko avant lui, l'écrivain doit affronter une campagne supplémentaire de diffamation.
Il s'installe avec sa famille à Cavendish, dans le Vermont, pour écrire La Roue rouge, une épopée historique qui, sur plusieurs milliers de pages, retrace la plongée de la Russie dans la violence révolutionnaire.
En 1983, il reçoit le prix Templeton.
Le 25 septembre 1993, à l'occasion de l'inauguration du Mémorial de la Vendée aux Lucs-sur-Boulogne, il prononce un discours sur les guerres de Vendée et la Révolution française en compagnie de Philippe de Villiers, président du conseil général de la Vendée : il y affirme que la guerre de Vendée est la première victoire du totalitarisme moderne. À cette occasion, il condamne la Révolution française, qu'il décrit comme une « fracture de l'Histoire » source du totalitarisme à l'image de la révolution d'Octobre, et critique la devise républicaine Liberté, égalité, fraternité, qu'il estime irréalisable. En 2016, le Puy du Fou, fondé par Philippe de Villiers, lui rend hommage en insérant son discours dans le spectacle Le Dernier Panache, traitant de la guerre de Vendée et en particulier de la vie du général Charette, figure de la résistance vendéenne.

### Retour en Russie et mort

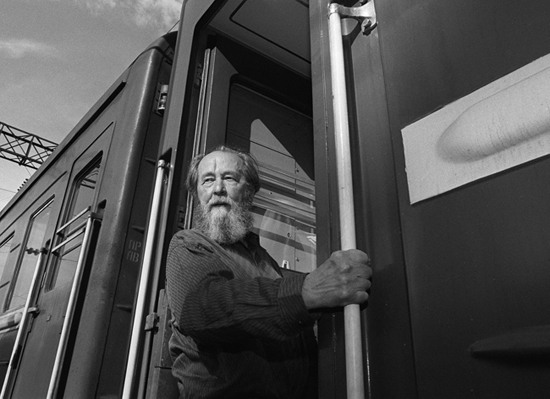
Soljenitsyne prenant le train à Vladivostok, en 1994.

Dans le cadre de la Glasnost menée par Mikhaïl Gorbatchev, sa citoyenneté soviétique lui est restituée, et L'Archipel du Goulag est publié en URSS à partir de 1989. Après la dislocation de l'Union soviétique, il rentre en Russie le 27 mai 1994, en arrivant par l'est, à Magadan, jadis grand centre de tri carcéral. Il traverse en un mois son pays en train. Il se rend notamment en compagnie de son ami Boris Mojaïev sur le lieu de l'insurrection paysanne menée par Alexandre Antonov en 1920-1921. Il résidera en Russie jusqu'à sa mort. Jusqu'en 1998, il conserve une activité sociale, anime une émission de télévision, voyage en Russie, rencontre des personnes et d'anciens déportés. La maladie interrompt cette activité.
Soljenitsyne vit ensuite retiré près de Moscou, au milieu de sa famille. Le Fonds Soljenitsyne aide les anciens zeks et leurs familles démunies en leur versant des pensions, en payant des médicaments. Après avoir pensé pouvoir jouer un rôle cathartique dans la Russie post-communiste, Soljenitsyne se rend compte que la nomenklatura a simplement changé d'idéologie, passant du communisme au nationalisme, mais qu'elle s'est maintenue aux affaires et que les démocrates, s'ils veulent convaincre, ne peuvent agir que sur les plans associatif et culturel, le plan politique étant entièrement verrouillé par Boris Eltsine, puis par Vladimir Poutine.
Un colloque international a été consacré à son œuvre en décembre 2003 à Moscou. Le 12 juin 2007, le président Vladimir Poutine rend hommage à Soljenitsyne en lui décernant le prestigieux prix d'État.
L'ancien dissident Viktor Erofeev estima que « c'était vraiment un paradoxe douloureux de voir comment l'ancien prisonnier pouvait sympathiser avec l'ancien officier du KGB ». Malgré plusieurs rencontres privées avec Poutine et des marques de sympathie réciproque, Soljenitsyne accusa la politique impérialiste du président russe d'épuiser à l'extérieur les forces vives de la nation et reprocha à son nationalisme de détourner les Russes des vrais enjeux de leur avenir. Ces positions sur la politique de la Russie sont expliquées dès 1990 dans son essai Comment réaménager notre Russie.
Il meurt à son domicile de Moscou à 89 ans dans la nuit du 3 au 4 août 2008 d'une insuffisance cardiaque aiguë. Il est enterré au cimetière du monastère Donskoï. Ses funérailles sont retransmises en direct à la télévision russe.

## Opinions politiques et personnelles

### Idées réactionnaires, pan-slavistes et monarchistes
D'après William Harrison, Solzhenitsyn était un réactionnaire, qui soutenait l'idée que l'état soviétique « réprimait » la culture traditionnelle russe et ukrainienne, qui appelait à la création d'un état slave uni comprenant la Russie, l'Ukraine et la Biélorussie et qui était un opposant féroce à l'indépendance ukrainienne.
Harrison avance également que Solzhenitsyn avait des idées pan-slavistes et monarchistes.
D'après Harrison, « ses écrits était mus par une vision idéalisée de la Russie tsariste. Il trouvait refuge dans un passé rêvé, où, croyait-il, un état slave uni (l'Empire russe) construit sur des fondations orthodoxes avait produit une alternative idéologique au libéralisme occidental individualiste ».
Son opposition à l'indépendance ukrainienne s'est effectivement également radicalisée au fil des ans.

### Œuvre et vision historique
Symbole de la résistance intellectuelle à l'oppression soviétique, Alexandre Soljenitsyne a été régulièrement attaqué, ses ouvrages et interprétations historiques souvent dénoncés comme « réactionnaires », principalement par la gauche occidentale. Les opérations de déstabilisation à son encontre ont été nombreuses. Le KGB a notamment fait écrire un livre contre lui par son ancien éditeur à Londres, Alec Flegon.
Durant sa carrière littéraire, il aurait été accusé d'être nationaliste, tsariste, ultra-orthodoxe, antisémite ou favorable à Israël, traître, complice objectif de la Gestapo, de la CIA, des francs-maçons, des services secrets français et même du KGB. Dans son autobiographie littéraire, Le grain tombé entre les meules, et dans un article de la Litératournaïa Gazeta, « Les barbouilleurs ne cherchent pas la lumière », Soljenitsyne a répondu à ces accusations en les juxtaposant pour montrer leur incohérence.
Soljenitsyne pense que si Staline n'avait pas décapité l'Armée rouge lors des « Grandes Purges » (1937), s'il n'avait pas fait « aveuglément » confiance à Hitler (pacte germano-soviétique 1939-1941), s'il avait écouté les agents (tels Richard Sorge) qui le mettaient en garde contre l'attaque allemande du 22 juin 1941, l'invasion nazie aurait été moins désastreuse pour le pays. Soljenitsyne reproche aussi à Staline d'avoir envoyé au Goulag tous les soldats soviétiques prisonniers des Allemands (se laisser capturer vivant étant considéré comme une « trahison ») alors que la reconstruction du pays nécessitait la participation de tous.

### Accusations d'antisémitisme
Alexandre Soljenitsyne a régulièrement fait l'objet d'accusations d'antisémitisme en raison de ses travaux sur la révolution bolchevique (où il étudie l'implication des juifs au sommet de l'appareil d'État et de l'appareil répressif) et de la publication de son ouvrage historique Deux siècles ensemble (en) sur les relations entre Juifs et Russes de 1795 à 1995. Selon Soljenitsyne, cet ouvrage « visait à comprendre les sentiments, les pensées et la psychologie des Juifs – leur composante spirituelle ».
L'écrivain et ancien dissident soviétique Vladimir Voïnovitch a ainsi voulu démontrer le caractère antisémite de ce livre dans une étude polémique.
En France, l'historien trotskiste Jean-Jacques Marie a consacré un article à chaque tome de Deux siècles ensemble, qu'il qualifie de « bible antisémite ». Selon lui, « Soljenitsyne expose, dans Deux siècles ensemble, une conception de l'histoire des Juifs en Russie digne de figurer dans un manuel de falsification historique » en écrivant une histoire des pogroms « telle qu'elle a été vue par la police tsariste ».
L'historien britannique Robert Service a défendu le livre de Soljenitsyne, arguant que les rapports de la police avaient intérêt à grossir, non à minimiser les faits, et qu'une étude de la place des juifs dans le parti bolchevique n'était en rien antisémite par elle-même.
L'historien américain Richard Pipes, dont les travaux sur l'histoire de la Russie avaient été qualifiés par Soljenitsyne de « version polonaise de l'histoire russe », a répondu à celui-ci en le qualifiant d'antisémite et d'ultra-nationaliste. En 1985, Pipes a développé son propos dans sa critique d'Août 14 : « Chaque culture a une forme propre d'antisémitisme (sic). Dans le cas de Soljenitsyne, celui-ci n'est pas racial. Cela n'a rien à voir avec le sang. Il [Soljenitsyne] n'est pas raciste, la question est fondamentalement religieuse et culturelle. Il présente de nombreuses ressemblances avec Dostoïevski, qui était un chrétien fervent, un patriote et un antisémite farouche. Soljenitsyne adhère incontestablement à l'interprétation de la Révolution que fait l'extrême droite russe, celle d'une création des Juifs ».
Président du Congrès juif russe, Evgueni Satanovski n'accuse pas Soljenitsyne d'antisémitisme, mais ne trouve aucun mérite à son livre : « C'est une erreur, mais même les génies font des erreurs », ajoutant : « Ce n'est pas un livre sur la façon dont les Juifs et les Russes ont vécu ensemble pendant 200 ans, mais sur la façon dont ils ont vécu séparément après s'être trouvés sur le même territoire ».

### Positions sur la Russie et l'Ukraine
Ses prises de position pour « une période autoritaire de transition » lui valurent de sévères critiques de la part de dissidents comme Andreï Siniavski et Andreï Sakharov, pour lesquels la Russie ne saurait se régénérer sans démocratie. En fait, Soljenitsyne n'est pas hostile à la démocratie en général, mais il ne croit pas que la Russie puisse passer du jour au lendemain d'un régime totalitaire à un régime de type occidental. À la démocratie représentative à l'occidentale, qu'il perçoit comme génératrice d'une classe politique corrompue, coupée du peuple et soucieuse avant tout de ses propres intérêts, il oppose son souhait, pour la Russie, d'un pouvoir présidentiel fort, et d'une forme de démocratie locale constituée par un tissu d'associations gérant les affaires indépendamment du pouvoir qui, lui, ne devrait s'occuper que des affaires nationales (armée, politique étrangère, etc.). Il affirme dans son livre sur le réaménagement de la Russie que celle-ci peut emprunter à la Suisse le référendum d'initiative populaire. S'affirmant comme un fervent patriote, notion qu'il oppose au nationalisme du pouvoir, Soljenitsyne s'abstient de condamner clairement la première guerre de Tchétchénie (ce qui lui vaut des reproches de certains de ses pairs, jugeant son « mutisme » indigne de lui),, et approuve franchement la seconde en proposant notamment de restaurer la peine capitale (suspendue en 1996) pour en finir avec le « terrorisme » tchétchène et sauver l'État russe,.
Soljenitsyne était un adversaire du panslavisme, une « ambition [qui] a toujours été au-dessus des forces de la Russie » ; il a dénoncé le chauvinisme russe et le « nationalisme pathologique ». Éprouvant pour l'Ukraine « des sentiments fraternels », il condamne les oukazes tsaristes ayant proscrit la langue ukrainienne. Mais il dénonce aussi les outrances du nationalisme ukrainien, l'abandon par la Russie de Eltsine des millions de russophones d'Ukraine, et l'instrumentalisation par les États-Unis de « cette position antirusse de l'Ukraine ».
En 2006, Soljenitsyne avait dénoncé : « l'encerclement total de la Russie » par l'OTAN et les États-Unis qui « placent leurs troupes d'occupation dans les pays, l'un après l'autre ».
Soljenitsyne n'a jamais démenti les accusations de royalisme portées contre lui : pour lui, le bilan du tsarisme est « supérieur à celui du communisme, en termes de satisfaction des besoins et d'élévation morale du peuple russe ».

### Positions sur les démocraties et les dictatures
Ses convictions religieuses orthodoxes suscitent également de la méfiance dans les milieux démocrates.
Il fut accusé d'être favorable aux dictatures militaires dont celle menée par Augusto Pinochet au Chili : en fait, il déplorait surtout que l'Occident s'émeuve beaucoup des crimes de ces dictatures, et fort peu de ceux du régime soviétique, et il déclara en 1976 que l'on entendait plus parler du Chili que du mur de Berlin et que « si le Chili n'existait pas, il faudrait l'inventer ».
Il se montre favorable à la dictature militaire menée par Francisco Franco en Espagne, ajoutant après la mort de Franco que les Espagnols étaient « dans la liberté la plus absolue » et soulignant la victoire du « concept de vie chrétienne » durant la guerre d'Espagne.
Alexandre Soljenitstyne admirait au moins deux formes de démocratie occidentale : celle des États-Unis, qu'il qualifia de « pays le plus magnanime et le plus généreux de la Terre ». En revanche, il a parfois critiqué la politique menée par le gouvernement américain, par exemple sur la paix négociée au Vietnam, qu'il qualifie d'« armistice stupide, incompréhensible, sans garantie aucune ». Il admirait aussi la démocratie suisse et dans son livre Le Grain tombé entre les meules, il écrit : « Ah si l'Europe pouvait écouter son demi-canton d'Appenzell ».

## Œuvres traduites en français
La datation des œuvres d'Alexandre Soljenitsyne est difficile à établir avec précision, la plupart d'entre elles ayant connu une gestation très longue et plusieurs versions, parfois même une réécriture quasi complète. En ce sens, l'exergue placé au début du Premier Cercle est significatif : « Écrit de 1955 à 1958. Défiguré en 1964. Réécrit en 1968 ».

### Romans
- Une journée d'Ivan Denissovitch (1962), Paris, Julliard, 1963. (BNF 33179110)
- Le Pavillon des cancéreux (1968), Paris, Julliard, 1969. (BNF 35423659)
- Le Premier Cercle (commencé en 1955, version définitive en 1968), Paris, Robert Laffont, 1968 (version abrégée)  (ISBN 2-213-01157-5) et Fayard, 1982 (version complète).
- La Roue rouge : ensemble de livres (« nœuds ») en plusieurs tomes, publié à partir de 1972, en France à partir de 1983
  - Août quatorze : premier nœud, Paris, Fayard, 1983.
  - Novembre seize : deuxième nœud, Paris, Fayard, 1985.
  - Mars dix-sept : troisième nœud (4 tomes), Paris, Fayard, 1993-1998.
  - Avril dix-sept : quatrième nœud (2 tomes), Paris, Fayard, 2009-2017
- Aime la révolution ! (écrit à l'armée en 1941 et resté inachevé), Paris, Fayard, 2007.

### Recueils de nouvelles
- La Maison de Matriona (1963), contient aussi L'Inconnu de Krétchétovka (retraduit sous le titre Incident à la gare de Kotchétovka) et Pour le bien de la cause.
- Zacharie l'escarcelle (1971), contient aussi La Main droite, La Procession de Pâques et Études et Miniatures.
- Ego, suivi de Sur le fil (1995).
- Nos jeunes (1997).
- Deux récits de guerre (2000) contient Au hameau de Jeliabouga et Adlig Schwenkitten.
- Le Clocher de Kaliazine, Études et miniatures (2004). Ce dernier texte faisait déjà partie du recueil Zacharie l'escarcelle.
- La Confiture d'abricots et autres récits (2012), contient deux récits inédits : Sur les brisures et C'est égal.

### Pièces de théâtre et scénarios
- La Fille d'amour et l'innocent/La République du Travail (écrite en 1954, 4 actes et 11 tableaux) (1971)
- Flamme au vent (écrite en 1960) (1977)
- Les Tanks connaissent la vérité (scénario écrit en 1959 et publié en français en 1982)
- Le Festin des vainqueurs (écrite en 1951 et publié en français en 1986)
- Le Parasite (scénario écrit en 1968 et publié en français en 1986)
- Les Prisonniers (écrite en 1951 et publié en français en 1986)

### Poésie
- Le Chemin des forçats (2014)

### Essais et Mémoires
- Les Droits de l'écrivain (1969)
- Lettre aux dirigeants de l'Union soviétique, Seuil (1974)
- L'Archipel du Goulag (tomes I et II) (1974) (BNF 34562873)
- Le Chêne et le veau (1975)
- Discours américains (1975)
- Des voix sous les décombres (1975)
- Lénine à Zurich (1975)
- L'Archipel du Goulag (tome III) (1976)
- Le Déclin du courage[72] (1978)
- Message d'exil (1979), interview accordée à la BBC
- L'Erreur de l'Occident (1980)
- Nos pluralistes (1983)
- Comment réaménager notre Russie ? (1990)
- Les Invisibles (1992)
- Le « Problème russe » à la fin du XXe siècle (1994)
- Esquisses d'exil. Le Grain tombé entre les meules, tome 1, 1974-1978, Paris, Fayard, 1998[73]
- La Russie sous l'avalanche (1998)
- Deux siècles ensemble, 1795-1995. Tome 1, Juifs et Russes avant la révolution (en) (2002)
- Deux siècles ensemble, 1917-1972. Tome 2, Juifs et Russes pendant la période soviétique (en) (2003)
- Esquisses d'exil. Le Grain tombé entre les meules, tome 2, 1979-1994, Paris, Fayard, 2005[74].
- Réflexions sur la révolution de février, (2007)
- Une minute par jour (entretiens) (2007)
- Le déclin du courage (2014)
- Ma collection littéraire (2015)
- Révolution et mensonge (2018)
- Journal de la roue rouge (2018)

## Récompenses, distinctions, prix
- Prix Nobel de littérature, 1970
- Prix Templeton, 1983
- Ordre de Saint-André, 1998[75]
- Grand prix de l'Académie des sciences morales et politiques, 2000[76]
- Docteur honoris causa de l'université d'État de Moscou[réf. souhaitée]
- Docteur honoris causa de l'université de Syracuse[77], 2008
- Grand-croix de l'ordre de l'Étoile de Roumanie, 2008 (à titre posthume)[78]
- Prix mondial de l'humanisme, 2009[79]
- Prix d'État de la fédération de Russie, pour son travail humanitaire. (2007)

## Hommages

### En France
- Rue Alexandre-Soljenitsyne aux Lucs-sur-Boulogne qui mène à l'Historial et au Mémorial de la Vendée que l'écrivain a inauguré, aux côtés de Philippe de Villiers, le 25 septembre 1993,
- Rue Alexandre Soljenitsyne créée en 2018 dans l'écoquartier Hoche à Nîmes ( Gard)
- Collège Alexandre-Soljenitsyne à Aizenay (Vendée), ouvert en septembre 2005
- Route Alexandre-Soljenitsyne aux Sables-d'Olonne (ancienne route des Prairies d'Olonne-sur-Mer)
- Place Alexandre-Soljenitsyne à Crest (Drôme)
- Rue Alexandre-Soljenitsyne à Montauban (Tarn-et-Garonne)
- Allée Alexandre-Soljenitsyne à Corbeil-Essonnes (Essonne)
- Rue Alexandre-Soljenitsyne à Évry-Courcouronnes (Essonne)
- Boulevard Alexandre-Soljenitsyne à Puteaux (Hauts-de-Seine)

À Paris, il existe depuis 2012 un jardin Alexandre-Soljenitsyne, au milieu de la place de la Porte-Maillot. En janvier 2025, une plaque commémorative est dévoilée rue de la Montagne-Sainte-Geneviève, dans le 5e arrondissement, rendant hommage à la publication en 1973 de L'Archipel du Goulag.

### Filmographie
- Alexandre Sokourov, Dialogues avec Soljenitsyne (1999)